# Liste der denkmalgeschützten Objekte in Rüstorf
Die Liste der denkmalgeschützten Objekte in Rüstorf enthält die denkmalgeschützten, unbeweglichen Objekte der oberösterreichischen Gemeinde Rüstorf.

## Denkmäler
| Foto |                 | Denkmal                                                                     | Standort                                        | Beschreibung | Metadaten |
| ---- | --------------- | --------------------------------------------------------------------------- | ----------------------------------------------- | --- | --- |
| ja   | Datei hochladen | Kath. Pfarrkirche Mariä Namen und Friedhof HERIS-ID: 52530 Objekt-ID: 59557 | Rüstorf 18, in der Nähe Standort KG: Mitterberg | Eine spätgotische, zweischiffige Kirche, die um 1520 erbaut wurde. Der Hochaltar stammt aus der Zeit um 1730. | BDA-Hist.: Q25418564 Status: § 2a Stand der BDA-Liste: 2025-06-30 Name: Kath. Pfarrkirche Mariä Namen und Friedhof GstNr.: .263, 892 Holy Name of Mary Church (Rüstorf) |
| ja   | Datei hochladen | Pfarrhof HERIS-ID: 80052 Objekt-ID: 93762                                   | Rüstorf 31 Standort KG: Mitterberg              | | BDA-Hist.: Q38172555 Status: § 2a Stand der BDA-Liste: 2025-06-30 Name: Pfarrhof GstNr.: .431 Pfarrhof Rüstorf                                                          |
| ja   | Datei hochladen | Schlosskapelle Mitterberg HERIS-ID: 38421 Objekt-ID: 37984seit 2021         | Mitterberg 6 Standort KG: Mitterberg            | Die der hl. Dreifaltigkeit geweihte Kapelle des nicht mehr vorhandenen Schlosses Mitterberg wurde um 1650 erbaut. Das Innere ist mit bedeutenden Stuckaturen versehen. Der Altar mit einem Bild des Gnadenstuhls wird von Statuen der hll. Franziskus und Dominikus flankiert. | BDA-Hist.: Q1288011 Status: Bescheid Stand der BDA-Liste: 2025-06-30 Name: Schlosskapelle Mitterberg GstNr.: 1212/2 Schlosskapelle Mitterberg                           |

## Ehemalige Denkmäler
| Foto |                 | Denkmal            | Standort                | Beschreibung                               | Metadaten                                                                                      |
| ---- | --------------- | ------------------ | ----------------------- | ------------------------------------------ | ---------------------------------------------------------------------------------------------- |
| BW   | Datei hochladen | Bildstock bis 2010 | Standort KG: Mitterberg | Nepomukstatue bei der Brücke über die Ager | BDA-Hist.: Q125358770 Status: § 2a Stand der BDA-Liste: 2010-06-22 Name: Bildstock GstNr.: 422 |